# Sambrook (Shropshire)
Pour les articles homonymes, voir Sambrook.
Sambrook est un village du Shropshire, en Angleterre.